# Klaus Wowereit
Klaus Wowereit (11 d'octubre de 1953 a Berlín) és un polític d'Alemanya, membre del Partit Socialdemòcrata d'Alemanya (SPD). Va ser alcalde de Berlín des de juny de 2001 fins a desembre de 2014. És un dels polítics més coneguts d'Alemanya des que es va declarar homosexual amb la frase "Ich bin schwul, und das ist auch gut so." (literalment: "Sóc marieta, i està bé que sigui així"). A més, va ser el primer polític del SPD a pactar amb el Partit del Socialisme Democràtic a nivell d'Estat federat.